# Université Paris-Panthéon-Assas
Université Paris-Panthéon-Assas (Assas) – jest uniwersytetem w Paryżu. Została założona po reformie uniwersyteckiej 1 stycznia 1971. Uczelnia ma około 19 000 studentów, z których niemal 15 000 studiuje przedmioty prawne, a także kadrę zawodową i administracyjną 2412.
Nazwa Panthéon-Assas wynika z faktu, że Panteon znajduje się bardzo blisko uniwersytetu, a główny budynek znajduje się na rue d'Assas. Uniwersytet znajduje się na zachód od Ogród Luksemburski. Klasyczna studencka dzielnica miasta, Dzielnica Łacińska, jest niedaleko.
Uniwersytet jest uważany za instytucję następczynię starego Uniwersytetu Paryskiego, a dokładniej jego Wydziału Prawa.
Oprócz prawa i ekonomii wykłada się także administrację, politykę i nauki społeczne.

## Znani absolwenci
- Rachida Dati, francuska polityk pochodzenia marokańskiego i algierskiego
- Auguste Iloki, kongijski prawnik
- Éric Halphen, francuski prawnik i pisarz, sędzia śledczy
- Dominique de Villepin, francuski polityk